# Krzyż Niezłomnych
Krzyż Niezłomnych – harcerskie odznaczenie kombatanckie ustanowione w 1998 roku przez Stowarzyszenie Polskich Byłych Więźniów Politycznych.

## Historia odznaczenia

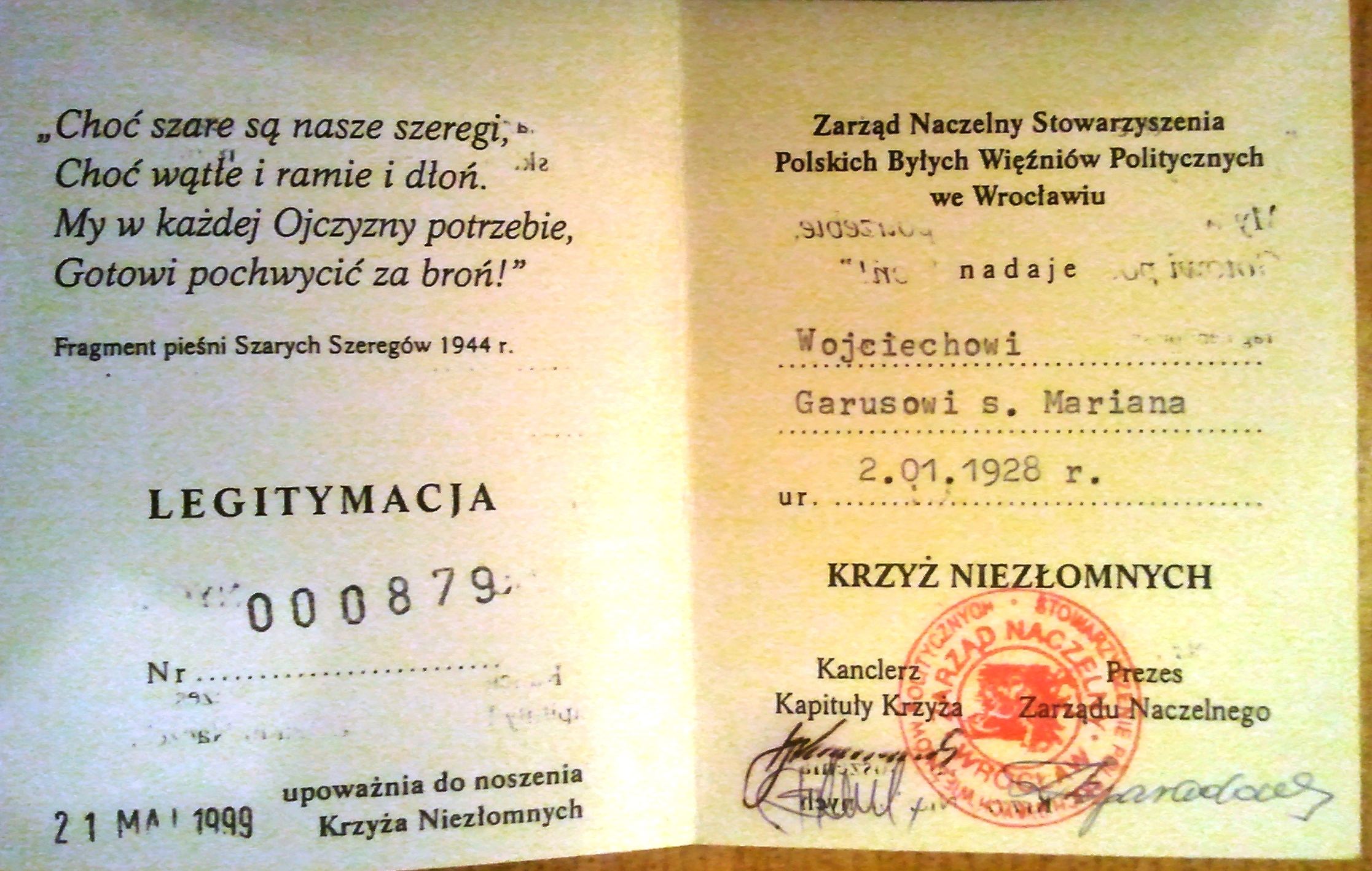
Legitymacja Krzyża Niezłomnych

Inicjatywę utworzenia odznaczenia dla wybitnych członków harcerskich organizacji niepodległościowych działających w latach 1939–1956 przedstawił hm. Ryszard Jakubowski „Kot”. Pomysł został podjęty przez Zarząd Naczelny Stowarzyszenia Polskich Byłych Więźniów Politycznych we Wrocławiu, dzięki staraniom hm. Józefa Konwerskiego.
Odznaczenie zostało ustanowione w roku 1998. Kapituła Krzyża Niezłomnych po rozpatrzeniu stosownych wniosków przyznała niespełna 2000 odznaczeń.

## Zasady nadawania
Krzyż przyznawany jest członkom harcerskich organizacji niepodległościowych działających od 1939 roku do 1956 roku. Ponadto – zgodnie z zatwierdzonym regulaminem – Krzyż Niezłomnych może być nadany również tym osobom, które jako harcerze weszły do niepodległościowych polskich organizacji nieharcerskich w  tym okresie.
Kapituła – zgodnie z § 3 pkt. g regulaminu – nie przyznaje Krzyża Niezłomnych tym, którzy dobrowolnie lub pod presją współpracowali z okupantami lub służbami komunistycznymi.
Wraz z  przyznaniem  Krzyża Niezłomnych wręczana jest legitymacja uprawniająca do noszenia tego odznaczenia opatrzona numerem seryjnym.

## Opis odznaki
Krzyż Niezłomnych przypomina Harcerski Krzyż za Walkę o Niepodległość, który został ustanowiony przez Komisję Główną Harcerzy 6 grudnia 1938 roku. Krzyż jest wykonany z białego metalu i oksydowany o wymiarach 44 × 44 mm. Na awersie powierzchnia ramion jest groszkowana. W centrum Krzyża  Niezłomnych umieszczony jest orzeł jagielloński z koroną na czerwonym polu. Na niebieskim, okrągłym otoku znajduje się napis „NIEZŁOMNI • TOBIE OJCZYZNO”. Na ramionach krzyża poziomo umieszczono harcerskie zawołanie CZUWAJ. Między ramionami krzyża na pękach promieni znajdują się cztery różne lilijki harcerskie:
- lilijka ZHP przypomina harcerzy, którzy stanęli do walki w 1939 i pomagali żołnierzom Wojska Polskiego;
- lilijka Szarych Szeregów symbolizuje walkę z okupantami w latach 1939–1945;
- lilijka Zawiszaków – działalność konspiracyjną najmłodszych harcerzy;
- lilijka z mieczem, przypomina działalność do 1947 Hufców Polskich i drugą konspirację harcerską w latach 1944–1956.

Na rewersie w centrum krzyża znajduje się  znak  Znak Polski Walczącej otoczony wieńcem z liści dębowych. Na ramionach krzyża umieszczony poziomo napis „ZAWSZE WIERNI”. Na dolnym ramieniu umieszczono litery SPbWP (Stowarzyszenie Polskich Byłych Więźniów Politycznych), organizacji, która ustanowiła to odznaczenie.
Wstążka, na której jest zawieszony Krzyż Niezłomnych ma 35 mm szerokości. Przez środek wstążki biegnie pionowo pasek biało-czerwony (8 mm). Przy brzegach wąskie czarne paski (4 mm).
Stosowana jest też miniaturka  Krzyża Niezłomnych o wymiarach 20 × 20 mm  z metalową imitacją wstążki odznaczeniowej.
Projektantem Krzyża był hm. Włodzimierz Potoka. Odznaka wykonana została w pracowni grawerskiej „Metaloplastyka” Marii Śliwińskiej w Nowej Wsi koło Swarzędza.

## Odznaczeni (lista niepełna)
W nawiasie podano datę/rok nadania i ew. numer odznaki.

- Aleksander Baca (2003)
- hm. Szczepan Stanisław Balicki
- prof. Ryszard Bender (2001)
- Bronisława Betlej (1998, nr 499)
- Henryk Blimel
- ks. hm. Antoni Bogdański (17 kwietnia 1999)
- Tadeusz Bujanowski (21 lipca 1999)
- Gustaw Burtan (1998)
- Cezary Chlebowski (3 maja 1998, nr 232)
- Tadeusz Ciuk
- Mieczysław Cybulski
- Henryk Czarnecki (nr 628)
- ks. Władysław Deryng
- Ludwik Draga
- Janusz Dudzicki, ps. Brzoza
- hm. Władysław Dziura
- Marek Eminowicz (1999)
- Wojciech Garus (21 maja 1999, nr 879)
- Tadeusz Janas
- Zygmunt Klimkiewicz ps. Szczerba (5 września 1998)
- Marian Kosiarski
- Piotr Kudyba
- Lech Mieczysław Lebensztejn
- ks. prał. Antoni Łassa – wikariusz biskupi (17 kwietnia 1999)
- hm. Stanisław Mandecki
- prof. Marek Mietelski
- hm. Kazimierz Miller
- Stanisław Palczewski (1999)
- ks. inf. Stanisław Piotrowski (17 kwietnia 1999)
- hm. mgr inż. Stanisław Podusowski
- Kazimierz Puślednik
- Ryszard Rink
- ks. prał. Tadeusz Sierosławski – kustosz sanktuarium w Skulsku (17 kwietnia 1999)
- hm. Zofia Sikora
- Wacław Sobolewski, ps. Mały Janek
- Barbara Spudych (1998)
- Krystyna Straczycka ps. Krystyna
- Edward Szostak
- Leszek Szukiewicz
- abp Ignacy Tokarczuk (2004)
- Józef Jan Umiński
- Zbigniew Wachowski (16 października 2003)
- Mieczysław Wariwoda
- Ryszard Wróblewski
- Władysław Wydro
- Janusz Zabłocki (1998)
- hm. Ryszard Jakubowski Kot